# Vezovje
Vezovje je naselje u slovenskoj Općini Šentjuru. Vezovje se nalazi u pokrajini Štajerskoj i statističkoj regiji Savinjskoj. 

## Stanovništvo
Prema popisu stanovništva iz 2002. godine naselje je imalo 57 stanovnika.